# اسلش
سائول هادسون (به انگلیسی: Saul Hudson) (زاده ۲۳ ژوئیه ۱۹۶۵) شناخته شده به نام اِسلَش، نوازنده گیتار الکتریک گروه گانز ان روزز است. وی اولین آلبوم سولو خود را با نام اسلش در سال ۲۰۱۰ منتشر کرد. مجله تایم او را به عنوان نفر چهارم برترین نوازندگان گیتار الکتریک تمام ادوار تاریخ انتخاب کرده‌است.

## زندگی
اسلش در همپستید محله‌ای مرفه‌نشین در لندن متولد شد. پدر و مادر وی هر دو در یک شغل هنری مشغول به کار بودند. مادر وی طراح لباس دیوید بویی بود و پدرش در برنامه‌های زنده به نیل یانگ و جونی میشل کمک می‌کرد. اسلش تا سن ۱۱ سالگی در شهر استک-آن-ترنت استافوردشایر زندگی کرد ولی در اواسط دهه هفتاد به همراه والدینش به لس آنجلس، کالیفرنیا نقل مکان کرد. لقب «اسلش» توسط دوست خانوادگی‌شان سیمور کسل به وی داده شد، طبق گفته وی که «همیشه در عجله بود و از جایی به جای دیگر می‌پرید.»
در سن ۱۴ سالگی مادربزرگش اولین گیتارش را به وی هدیه داد. او در آن زمان چندین ساعت در روز را به تمرین می‌پرداخت. بالاخره تصمیم گرفت که تمرکزش را روی موسیقی بگذارد بنابراین ترک تحصیل کرد. اسلش در یک مصاحبه با مجله رولینگ استون خاطر نشان کرده‌است: «وقتی من ۱۴ ساله بودم تازه از خواب بیدار شدم. آن زمان من خیلی دختربازی می‌کردم. بالاخره یک روز به خانهٔ یکی از آن‌ها رفتم. آن‌جا یک خرده سیگار کشیدیم و اروسمیث گوش کردیم. یکی از آن آهنگ‌ها واقعاً مرا متحول کرد. من نشستم و چندین بار به آن آهنگ گوش کردم و کلاً آن دختر را فراموش کردم. یادم هست سریع سوار دوچرخه شدم و رفتم خانهٔ مادربزرگم.»
اسلش علاوه بر اروسمیث به آهنگ‌های ای سی/دی سی، الیس کوپر، بلک سبث، جف بک، اریک کلپتون، آیرن میدن، روری گالاگر، جیمی هندریکس، لد زپلین، رولینگ استونز، تین لیزی، ون هیلن و فرانک زاپا نیز علاقه‌مند بود.

## زندگی شخصی
اسلش در ۱۰ اکتبر ۱۹۹۲، با مدل و بازیگر، رنی سوران ازدواج نمود. آن‌ها بعد از پنج سال زندگی، در سال ۱۹۹۷ از هم جدا شدند. ازدواج دوم اسلش با پرلا فرار در ۱۵ اکتبر ۲۰۰۱ بود. حاصل این ازدواج،۲ پسر به نام‌های لاندن امیلیو (متولد ۱۸ آگوست ۲۰۰۲) و کش آنتونی (متولد ۲۳ ژوئن ۲۰۰۴)است. در آگوست ۲۰۱۰، اسلش از فرار طلاق گرفت اما این زوج بعد از ۲ ماه دوباره با هم آشتی نمودند. خانواده اسلش در شهر لس آنجلس، کالیفرنیا سکونت دارند.
اسلش که فرزند پدری انگلیسی و سفید پوست و مادری آمریکایی و سیاه پوست است، به دو ملیتی بودن خود افتخار می‌کند. او از ۱۹۷۱ در لس آنجلس ساکن است اما تا سال ۱۹۹۶ شهروند انگلستان بود.
در سال ۲۰۰۱، معاینات پزشکی نشان داد که اسلش به بیماری قلبی کاردیومیوپاتی مبتلاست که اما با کارگذاری باتری قلبی از مرگ نجات پیدا نمود. بیماری وی نتیجه سال‌ها مصرف الکل و مواد مخدر بود. وی از سال ۲۰۰۶ مصرف الکل را کنار گذاشت که خودش آن را مدیون همسرش پرلا می داند. در سال ۲۰۰۹، پس از مرگ مادرش بر اثر ابتلا به سرطان ریه، وی سیگار را نیز ترک نمود.
اسلش در بسیاری از برنامه‌های مربوط به انجمن‌های حمایت از حیوانات شرکت کرده‌است و سال‌هاست که حامی چندین باغ وحش در سراسر دنیاست. عشق او به خزندگان را می‌توان از موزیک ویدیوهایی که در آنها، مارهایش نیز حضور داشتند متوجه شد. بعد از تولد فرزندش در سال ۲۰۰۲، وی مجبور شد کلکسیون مارهایش را واگذار نماید.
رابطه اسلش با خواننده سابق گانر ان روزز،اکسل رز بعد از جدایی اسلش از گروه رو به سردی نهاد.

## آلبوم‌ها
- ۲۰۱۰ - Slash
- ۲۰۱۰ - Live in Manchester